# بوكي
بوكي أو boké هي مدينة في غينيا على ضفاف نهر ريو نونيز. وهي المدينة الرئيسية للمحافظة وعاصمة الإقليم.

تقع على ساحل غينيا، وتغطي بوكيه مساحة 334 كم2 وهي تقع في الجزء الشمالي الغربي من غينيا. السكان الأصليين الذين بنوا بوكي أولا وقبل كل شيء لاندوماس.

## تاريخ
وفقا للموسوعة بريتانيكا، الطبعة 11: ملخص
وقد عرف الزوار البرتغاليين هذا الجزء من ساحل غينيا في القرن الخامس عشر. ونتيجة لذلك، إلى حد كبير، نظرًا للمخاطر التي تواجه الملاحة، لم يزوره التجار الأوروبيين من القرنين السادس عشر والثامن عشر مثل غيرها من المناطق الأخرى من الشمال والشرق.

## البيئة
تقع بوكي، المحصورة في المنطقة الانتقالية بين السهل الساحلي والجزء الخلفي من البلاد.اما المناخ استوائي رطب، ويبلغ متوسط هطول الأمطار السنوي 2675 ملم، في حين أن عدد الأيام الممطرة حوالي 120 يوما من السنة

## السكان
مدينة بوكي تتوسع بسرعة. في عام 1983 كانت المدينة الصغيرة تضم 12030 نسمة، وبلغ عدد سكانها في عام 1996 بالفعل 40 575 نسمة وفي عام 2007، قُدر عدد السكان الذين يعيشون في المنطقة الحضرية في بوكي ب81 116 نسمة. وفي عام 2017، قُدر عدد السكان ب 100 000 نسمة. ولذلك، فهي المدينة السابعة الأكثر اكتظاظا بالسكان في البلد، بعد كوناكري، كانكان، نزيريكور، غيكيدو، كينديا وكيسيدوغو.

## الاوضاع الاقتصادية والاجتماعية
وتتركز معظم الأنشطة الاقتصادية لهؤلاء السكان حول التعدين (حفر المناجم البحث عن المعادن) والزراعة تعاني بوكي من تدهور في البنية التحتية 

## أعلام
- ألفا كوندي

## روايط خارجية
- الموقع لبوكيه

- احدالصفحات الأفريقية irf afrique